# Henriette Löwen
Sofia Henrietta "Henriette" Löwen, född 12 februari 1831 på Lövsunds herrgård, död 31 december 1898 i Stockholm, var en svensk skolledare. Hon var en lokal skolpionjär som grundaren av Nyköpings elementarskola för flickor, och var dess föreståndare 1868–1890.

## Biografi
Henriette Löwen var dotter till kapten Otto Vilhelm Fabian Trolle-Löwen och Anna Charlotta Cederstråhle. Hon beskrivs som engagerad i utbildningsfrågor, och hade tidigt visionen att upprätta en skola i Nyköping för högre undervisning av flickor.
På 1860-talet blev hon aktiv som privatlärare för barn ur familjekretsen, och utökade efter hand sitt elevantal tills hon år 1868 kunde inrätta en skola i ett hus tillhörigt den lokala kyrkoherden. Denna kallades Henriette Löwens Elementarskola efter henne. Lokalerna utvidgades då hon vid 1870-talets början kunde uppföra ett nytt hus till sin skola. Från början en mindre småbarnskola med ett tiotal elever hade den vid hennes avgång vårterminen 1890 utvecklats till en elementarskola med ett elevantal på 100 personer. Hon slutade av hälsoskäl och avled ogift 1898.
"Fröken Henriette Löwen var skolans främsta märkskvinna. Hon hade en sällsynt organisationsförmåga, framsynthet och intresse, och hon offrade sin privata förmögenhet för att tillfredsställa den tidens krav på en elementarskola för flickor".
Vid hennes avgång övertogs skolan av "Föreningen till upprätthållande av Nyköpings Elmentarskola för flickor", som gav ansvaret för den till Emilia Ericsson, som var dess rektor till 1908. Hennes skola kommunaliserades 1932 och blev då Nyköpings kommunala flickskola; den stängdes 1972. Byggnaden kom senare att inrymma Nyköpings folkhögskola och Nyköpings kommunala musikskola.

## Galleri

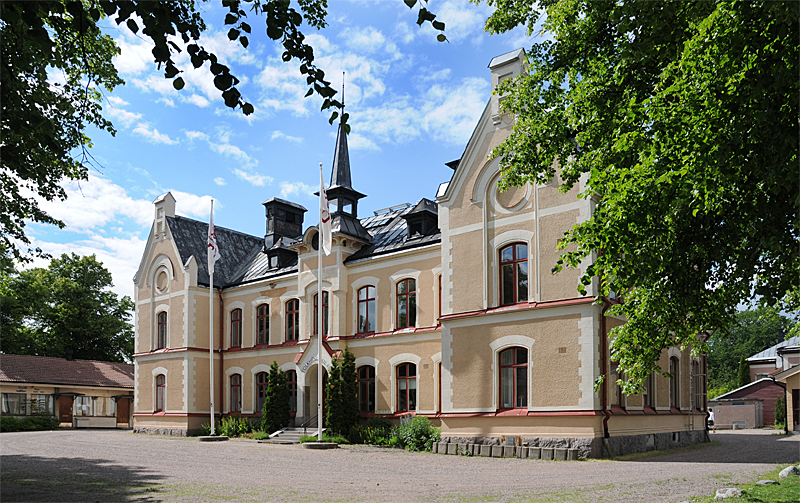
Skolbyggnaden 2011.
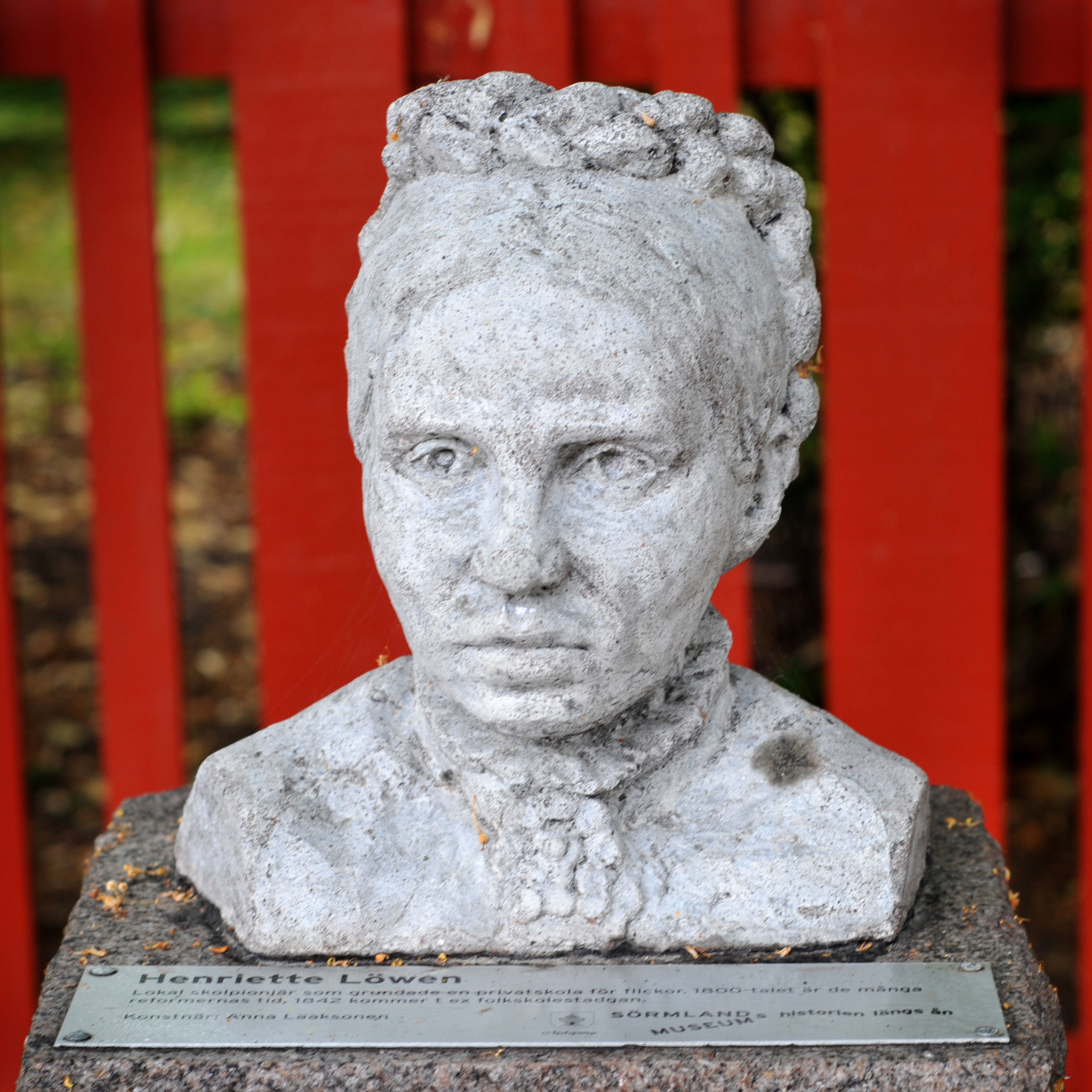
Byst längs åpromenaden i Nyköping.